# Von Prinzencreutz
von Prinzencreutz var en svensk adelsätt, med samma ursprung som Printzsköld.
Ättens stamfader är Gysinge bruks grundare Per Svensson Printz (död före 1680) som var mantalskommissarie. Han var gift med Anna Rolandsdotter Bure vars far Roland Olai Bure var kyrkoherde i Nora och hennes syster var den för häxeri anklagade Katarina Bure. Deras son Gustaf blev stamfader till Printzensköld och till den adopterade grenen av ätten von Stockenström. Hans yngre bror Abraham Petersson Printz var prost och kyrkoherde i Västerlövsta och Enåker, och fick i sitt äktenskap med sin kusin, professor Petrus Fontelius barnbarn, Catarina Phragmenia flera barn, varav sonen Abraham efterträdde fadern som kyrkoherde och var gift med Bureättlingen Catharina Wåhlberg. Sistnämnda makar hade bland annat sonen Bernhard Roland Printz som var kyrkoherde i Lillkyrka och Boglösa och prost. Hans hustru, Wendela Charlotta Martin var dotter till professorn Roland Martin i Uppsala, Olof Rudbeck d.ä.s ättling, och Eleonora Charlotta von Berehow.
Av deras barn var Abraham Roland Printz förste expeditionssekreterare i Ecklesiastikexpeditionen och sedermera statssekreterare. Han adlades år 1820 på namnet von Prinzencreutz enligt §37 i 1809 års regeringsform varmed endast huvudmannen äger adlig värdighet. Ätten introducerades samma år på nummer 2282. Hans hustru var Anna Johanna Ramstedt, vars far Anders Ramstedt var prost och kyrkoherde i Torstuna församling och hovpredikant, och hennes mor hette Anna Elisabeth Rosén. Vid Abraham Roland von Prinzencreutz död 1836 blev äldste sonen kammarherren och regementskvartermästaren Anders Roland von Prinzencreutz adelsman, men eftersom han var ogift övergick adelskapet till hans yngre bror expeditionssekreteraren Bernhard Wilhelm von Prinzencreutz år 1847 när han avled. Bernhard Wilhelm von Prinzencreutz var gift med Mathilda Catharina Wilhelmina Carlqvist. Hennes far, Lars Carlqvist, var förste ombudsman vid Rikets ständers Banko-diskontverk. Deras son Bernhard Abraham Roland blev adelsman 1888.
Ätten utgick 1994.